# Sweeney Todd

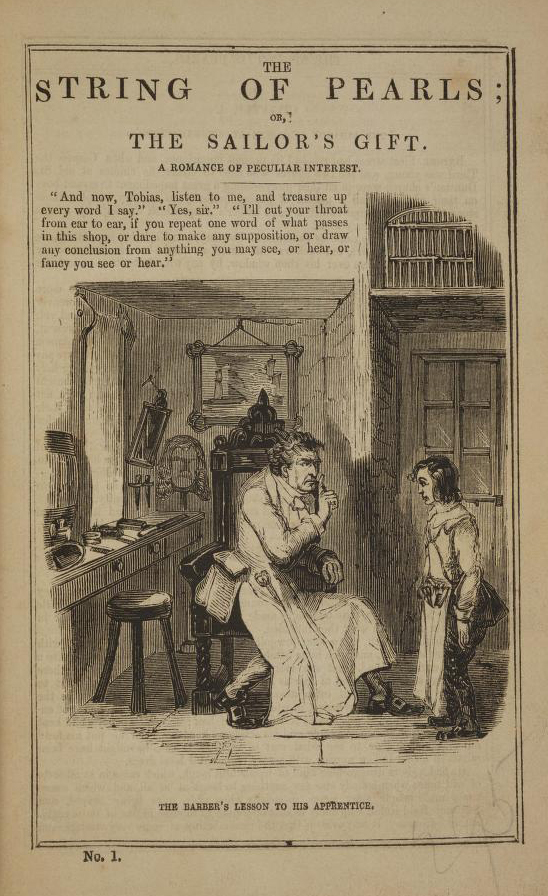
Capa original de um dos fascículos de The String of Pearls, 1846.

Sweeney Todd, o barbeiro demoníaco de Fleet Street (ou The String of Pearls; Sweeney Todd, the demon Barber from Fleet Street) foi uma história publicada em 1846 e 1847 através de penny dreadfuls, publicações semanais baratas na Londres Vitoriana, com autoria de James Malcolm Rymer e Thomas Peckett Prest. 
O livro foi publicado novamente com mais de 900 páginas em 1850.
A ficção conta a história do casal Johanna Oakley e Mark Ingestrie, e suas ligações com um barbeiro assassino, Sweeney Todd, que acaba tomando o foco da narrativa para si. O livro serviu de inspiração para a criação do musical de 1979 Stephen Sondheim e para o filme de 2007 de Tim Burton.

## Sinopse
Publicado em 1846 sob o título “O Colar de Pérolas”, o livro conta a história da macabra parceria entre um barbeiro assassino, Sweeney Todd, e a fabricante de tortas mais famosa da cidade, a sra. Lovett, que desenvolveram juntos um modelo de negócio muito lucrativo e, ao mesmo tempo, muito perigoso. No entanto, mistérios colocam em risco a sociedade aparentemente bem-sucedida: o desaparecimento de um forasteiro e seu colar de pérolas, a busca incansável de uma jovem apaixonada pelo seu amado e o terrível cheiro nas câmaras subterrâneas da Igreja de St. Dustan. Sweeney Todd é um dos primeiros clássicos da escrita britânica de horror. Ele combina a história de assassinatos em série com um subenredo romântico envolvendo decepção, disfarce e investigação, tendo como pano de fundo as ruas escuras e desagradáveis de Londres.